# Antigone
Antigone és un dels gèneres de la família del grúids (Gruidae). Les espècies d'aquest gènere han estat incloses tradicionalment al gènere Grus però estudis recents van demostrar que aquest gènere era parafilètic.

## Llista d'espècies
S'han descrit quatre espècies dins aquest gènere:
- grua del Canadà (Antigone canadensis).
- grua collblanca (Antigone vipio).
- grua sarus (Antigone antigone).
- grua australiana (Antigone rubicunda).